# Turistická značená trasa 1898
 Turistická značená trasa 1898 je 1,5 km dlouhá modře značená trasa Klubu českých turistů v okrese Semily spojující Dolní Mísečky s Kotelními jamami. Její převažující směr je severní. Trasa se nachází na území Krkonošského národního parku.

## Průběh trasy
Turistická trasa má svůj počátek v Dolních Mísečkách na rozcestí se žlutě značenou trasou 7310 z Třídomí k prameni Labe. Trasa nejprve sleduje silnici II/286, z ní se záhy odklání a po lesní cestě stoupá jižním svahem Zlatého návrší. Cesta se postupně mění v pěšinu, překonává Boudecký potok a u bývalé Kotelské boudy končí na rozcestí se zeleně značenou trasou 4278 spojující Horní Mísečky s Harrachovem. Po ní lze pokračovat do nedalekých Kotelních jam.